# Луций Азиний Полион Верукоз
Луций Азиний Полион Верукоз (на латински: Lucius Asinius Pollio Verrucosus) e сенатор на Римската империя през 1 век. Произлиза от фамилията Азинии.
През 81 г. той е редовен консул заедно с Луций Флавий Силва Ноний Бас. След тях суфектконсули стават Марк Росций Коелий и Гай Юлий Ювеналис.